# Tango (glasba)
Tango glasba je tradicionalno izvajana v zasedbi orquesta típica, ki pogosto vključuje   violino, klavir, kitaro, flavto in predvsem bandoneon.  Tango je bil dolgo časa glavna glasbena smer v argentinski glasbi in je poznan po vsem svetu, sploh v povezavi s plesom tango.

## Izvor glasbe
Zgodovina tango glasbe je, tako kot glasba sama, kompleksna. Francoskim kolonialistom v Dominikanski republiki so v 18. stoletju morali sužnji igrati na instrumente, medtem, ko so plesali kontradanco, francoski tip glasbe, iz katerega izhaja »kontrapunktični ritem« tanga. Ti sužnji so igrali tudi za svojo lastno zabavo. Tako so v karibskem območju prevzeli različnie vplive kubanske glasbe in španske zarzuele, ki je imela podobne glasbene značilnosti.
Prvi tango, ki je bil zabeležen na magnetofonski trak, je skomponiral Angel Villoldo, zaigrala pa ga je Francoska narodna garda v Parizu. Razlog, da je bila skladba posneta v Franciji, je v tem, da v tistem času Argentina ni imela snemalnega studia.
Zgodnji tango so igrali imigranti v Buenos Airesu. Prva generacija izvajalcev se je imenovala »Guardia Vieja« (Stara garda). Ob koncu 19. stoletja je bilo v metropoli, Buenos Airesu, slišati mešanico salonske, evropske, afriške in izvorne južnoameriške glasbe. V začetku 20. stoletja je bil tango najljubša glasba tolpam in gangsterjem, ki so zahajali v javne hiše (v mestu je bilo leta 1914 100.000 moških več kot žensk). Kompleksnost plesov, ki so nastali iz te glasbe, je povod za navado, da so moški vadili ples v skupinah. Hkrati so izražali tako mačizem kot seksualne potrebe, kar je vzrok za nastanek razločne mešanice med občutljivostjo in agresivnostjo glasbene oblike. 
V začetku so glasbo so igrali na »prenosna« glasbila: flavto, kitaro, violinski trio, bandoneón pa se jim je pridružil konec 19. stoletja. Organito (majhne prenosne orgle) je razširil popularnost nekaterih pesmi. Eduardo Arolas je bil glavni akter v popularizaciji bandoneona, Vicente Greco pa je uveljavil standardno zasedbo seksteta izvajalcev na klavir, kontrabas, 2 violini in 2 bandoneona. Tako kot mnogo drugih oblik zabavne glasbe je tudi tango nastal med marginalci, srednji in višji sloj Argentincev pa si je prizadeval omejiti njegov vpliv. 
Tango je bil navkljub preziru velikega dela prebivalcev oboževan s strani nekaterih intelektualcev. Pisatelj Ricardo Güiraldes je odigral pomembno vlogo pri mednarodni popularizaciji tanga, ki je osvojil svet ob koncu 2.svetovne vojne. Napisal je pesnitev z naslovom »Tango«, v kateri opisuje glasbo kot »vsrkajočo ljubezen tirana, ki z ljubosumjem straži svoj teritorij nad ženskami, ki so se poslušno vdale kot pokorne zveri«.

## 1920-ta in 1930-ta leta, Carlos Gardel
Tango je kmalu postal prvi izmed mnogih latinskoameriških plesnih evforij in postal popularnen tudi v Evropi, začenši v Franciji. Superzvezdnik Rudolph Valentino je kmalu postal tudi seks simbol, ki je prinesel tango v nove kulturne prostore, predvsem v ZDA, kjer je ples občutljivo predstavil na filmskem traku. V 1920.ih je tango ušel objemu bordelov in postal bolj spoštljiva oblika glasbe in plesa. Vodje glasbenih ansamblov, kot sta bila Roberto Firpo in Francisco Canaro sta v instrumentacijskem smislu namesto flavte uporabljala kontrabas. Besedila so ostajala značilno mačistična in so obtoževala ženske za brezštevilne srčne bolečine, plesne figure pa so bile seksualne in agresivne.
Carlos Gardel je bil predvsem povezovan s prehodom glasbe »gangsterjev« nižjega socialnega razreda v ples uglednejšega srednjega razreda. Pripomogel je pri nastanku oblike  tango-canción v 1920.ih in postal eden najslavnejših umetnikov tanga vseh časov.
Z njim se je začelo Zlato obdobje tanga. Po Gardelovi smrti v letalski nesreči v Kolumbiji sta v tangu začeli nastajati dve struji. Evolucionistična (npr. Aníbal Troilo in Carlos di Sarli) in njej nasprotna tradicionalistična (Rodolfo Biagi in Juan D'Arienzo).